# 하라야촌 (후쿠시마현)
하라야촌(原谷村)은 후쿠시마현 오누마군에 있던 촌이다. 현재의 미시마정 중심부, 다다미강 오른쪽 강변의 아이즈미야시타역 주변에 해당한다.

## 역사
- 1889년 4월 1일 - 정촌제 시행에 의해 2촌의 구역으로 성립하였다.
- 1942년 4월 1일 - 니시카와촌, 미타니촌과 합병해, 미야시타촌이 성립하여, 동일 하라야촌이 폐지되었다.

## 교통

### 철도
- 일본국유철도 다다미 선

### 도로
- 누마타 가도 (현:국도 252호선)

## 참고문헌
- 角川日本地名大辞典 7 福島県